# Mary Breckinridge
Mary Breckinridge (Memphis, 17 febbraio 1881 – Hyden, 16 maggio 1965) è stata un'infermiera statunitense
e la fondatrice del Frontier Nursing Service. Era conosciuta anche come Mary Carson Breckinridge.
Aprì i primi centri di assistenza per famiglie nei monti Appalachi. Era conosciuta per aver aiutato molte persone con i suoi ospedali.

## Famiglia e primi anni di vita
Nata a Memphis (Tennessee) in una famiglia importante, la Breckinridge era figlia del deputato dell'Arkansas Clifton Rodes Breckinridge e nipote di John C. Breckinridge. La madre, Katherine Carson, proveniva da una nota famiglia del Mississippi. Fu istruita da insegnanti privati a Washington, DC e a San Pietroburgo, in Russia.
Nel 1894, la Breckinridge e la sua famiglia si trasferirono in Russia, quando il presidente Grover Cleveland nominò suo padre ministro degli Stati Uniti in quel Paese. Ritornarono in patria nel 1897.
La madre della Breckinridge, che disapprovava la frequentazione del college e l'inizio della carriera della cugina Sofonisba Breckinridge, consigliò alla figlia di seguire un percorso più tradizionale. La Breckinridge sposò nel 1904 un avvocato, Henry Ruffner Morrison, di Hot Springs (Arkansas) che morì solo due anni più tardi; la coppia non aveva figli. Dopo la sua morte, la Breckinridge entrò in una scuola per infermiere dello St. Luke's Hospital a New York City. Vi rimase tre anni, prendendo un diploma di infermiera nel 1910 prima di tornare al sud. Nel 1912 si sposò con Richard Ryan Thompson, nativo del Kentucky, che era presidente del Crescent College and Conservatory di Eureka Springs, Arkansas. La coppia ebbe due figli. La loro figlia, Polly, nata prematura nel 1916 morì quando aveva solo sei ore di vita. Due anni dopo, il loro amato figlio di quattro anni, Clifford Breckinridge ("Breckie") Thompson, morì improvvisamente di appendicite. Le infedeltà del marito della Breckinridge la indussero al divorzio nel 1920 e a riprendere il suo cognome da nubile.

## Infermiera
La Breckinridge ritornò alla professione di infermiera per superare il disagio della morte dei suoi figli e del divorzio, entrando a far parte dell'American Committee for Devastated France. Mentre era in Europa conobbe infermiere-ostetriche francesi e britanniche e si rese conto che le persone con quella formazione potevano servire alle esigenze sanitarie delle madri e bambini dell'America rurale. Donna profondamente religiosa, la Breckinridge ritenne questo percorso come la vocazione della sua vita.
Dal momento che negli Stati Uniti non era disponibile nessun corso di ostetricia, la Breckinridge tornò in Inghilterra per ricevere la formazione di cui aveva bisogno presso il British Hospital for Mothers and Babies. Ottenne la certificazione dalla Central Midwives Board. Tornò negli Stati Uniti nel 1925 e il 28 maggio dello stesso anno fondò il Kentucky Committee for Mothers and Babies che divenne ben presto il Frontier Nursing Service.
Breckinridge aveva una grande casa di legno, chiamata Big House, costruita a Wendover, Kentucky che usò come sua abitazione e sede del Frontier Nursing Service. Nel 1939 istituì una sua scuola di ostetricia. Lì, Breckinridge conduceva le funzioni religiose della domenica pomeriggio con il libro di preghiere degli episcopali. Nel 1952 completò il suo libro di memorie "Wide Neighborhoods", che è ancora disponibile presso l'University Press of Kentucky.
Continuò a dirigere il Frontier Nursing Service fino alla sua morte nel 1965.

## Onorificenze
Nel 1998, è stata onorata dall'United States Postal Service con un francobollo da 77 ¢ (cent) per la Great Americans series.